# 左岭临水宫
左岭临水宫，是位于中华人民共和国福建省霞浦县牙城镇枣岭村（又名左岭村）的一座古建筑，宫内供奉临水夫人等民间信仰神祇，并存有清代时期的民间彩绘。2010年11月入选霞浦县文物保护单位。

## 历史
据枣岭村的《杨氏宗谱》记载，临水宫始于南宋绍兴二十六年（1156年）兴建，村中杨氏族长在当年正月初四前往古田的临水祖宫进行分灵仪式，香火却在离开古田县时熄灭，其后杨氏族长于三月再度启程进行分灵，返回至长溪县城（今霞浦县县城）后香火再度熄灭，至是年端午三度分灵时才顺利完成仪式。亦有说法认为临水宫修建于明代。
临水宫在清代时期经历过重修，宫内的大量民间彩绘亦是清时所绘制。中华民国南方三年游击战争时期，当地村民吴细妹曾以临水宫为据点开展中国共产党活动。中华人民共和国成立后，临水宫一度在文化大革命时期遭到破坏。2010年11月，左岭临水宫被霞浦县人民政府公布为第八批县级文物保护单位。2018年3月，临水宫建筑被中共霞浦县委宣传部以“苏维埃牙城区委枣岭村部”的名义列入“霞浦县爱国主义教育基地”名单。

## 建筑

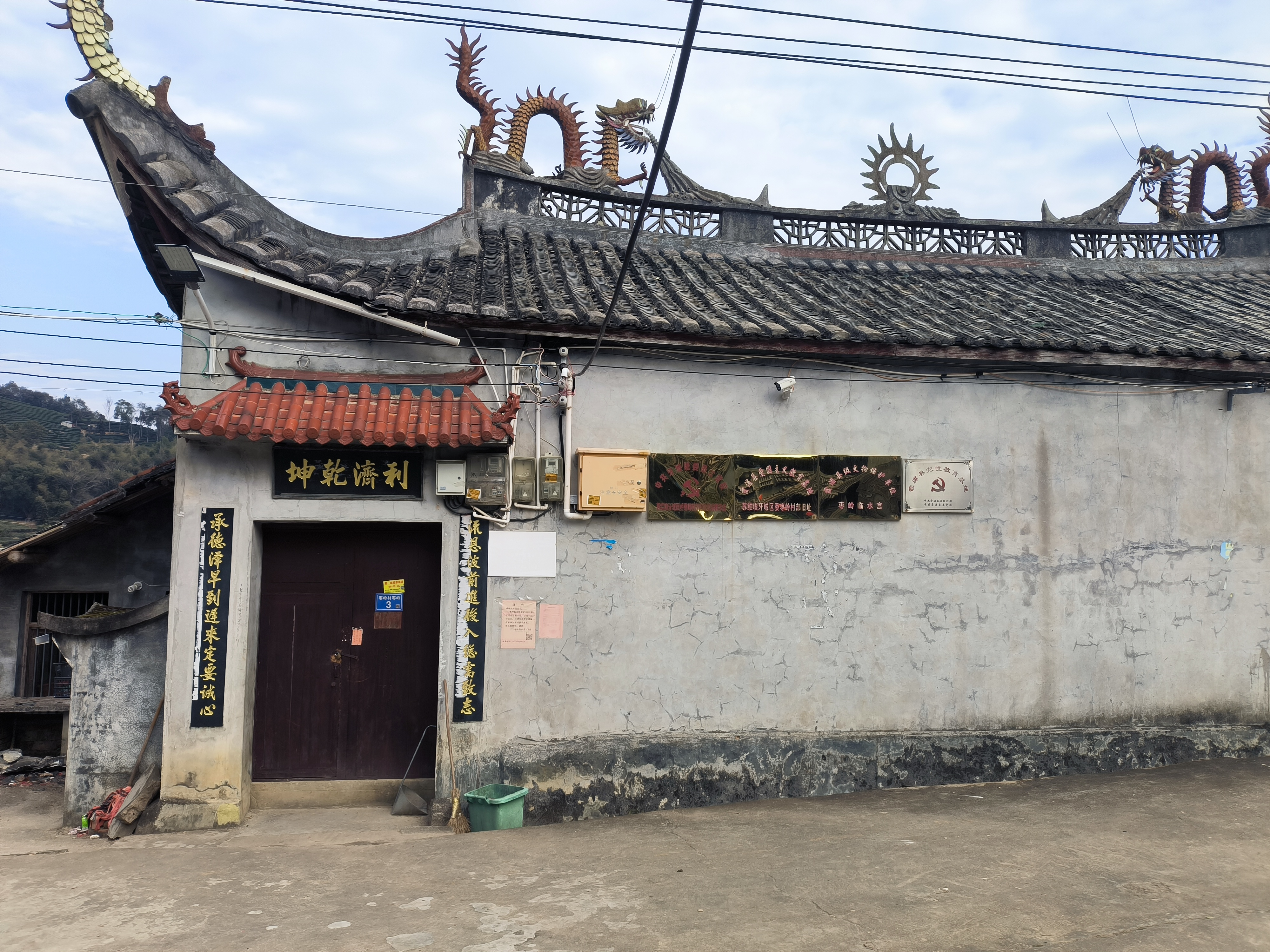
左岭临水宫后门

左岭临水宫建筑保存较为完好，是霞浦县境内保存最完整的临水宫。临水宫坐西朝东，总面积520平方米，建筑面积461平方米，面阔3间、20.3米，进深5柱、23米，穿斗式砖木结构，悬山顶，自中轴线依次往内为大门、戏台、天井、大殿和神龛，其中戏台在2000年代有重修，其上方为圆形拱斗藻井，绘有“双凤朝阳”的图案，藻井边缘为六边形，戏台前有高低三层挂屏，镶嵌有凤凰、花朵、人物、禽兽等木雕镂刻图案，卷栅上保存有大面积清代彩绘。神龛内驻供临水夫人陈靖姑，配祀林、李太后。